# Жизнь с Элизабет
«Жизнь с Элизабет» (англ. Life with Elizabeth) — американский ситком, который транслировался в синдикации с 7 октября 1953 по 1 сентября 1955 года. Главную роль молодой домохозяйки из пригорода исполнила Бетти Уайт, которая также была продюсером шоу. Дел Мур сыграл её мужа, а Джек Нарз был закадровым рассказчиком.
Ситком снимался на студии станции KLAC-TV в Лос-Анджелесе. До дебюта как ситком, проект в 1951 году транслировался в прямом эфире KLAC-TV как местное скетч-шоу. Бетти Уайт получила свою первую номинацию на премию «Эмми» за игру в шоу.
Имея 65 эпизодов и два сезона, сериал был закрыт производственной компанией, так как продюсеры намеренно не хотели делать более эпизодов, чтобы сохранить высокую стоимость продажи прав на повторы. Повторы шоу оставались в эфире в ходе 1960-х и 1970-х годов. В настоящее время ситком является общественным достоянием.